# Relações entre Egito e Líbia
Depois que ambos os países vizinhos - o Egito e a Líbia - se tornaram independentes no início de 1950, as relações entre Egito e Líbia foram inicialmente cooperativas. A Líbia prestou assistência ao Egito na guerra árabe-israelense de 1973. Mais tarde, tensões surgiram devido à aproximação do Egito com o Ocidente. Depois da Guerra Líbia-Egito de 1977, as relações foram suspensas durante 12 anos. No entanto, desde 1989 as relações têm vindo a melhorar. Com a levantamento progressivo das sanções da ONU e dos Estados Unidos contra a Líbia a partir de 2003-2008, os dois países vêm trabalhando juntos para desenvolver as suas indústrias de petróleo e gás natural.

## História

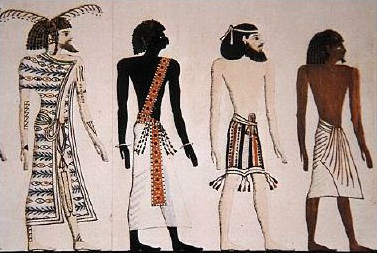
Um líbio, um núbio, um sírio e um egípcio; desenho de um artista desconhecido depois de um mural do túmulo de Seti I.

O Egito e a Líbia têm relações históricas que datam de milhares de anos. A XXIII dinastia egípcia foi um regime de reis líbios Meshweshque que governaram o Alto Egito entre 880 e 734 a.C. Os gregos estabeleceram colônias em ambos os países como Cirene, na Líbia, e Alexandria, no Egito. De 305 a.C. a 30 a.C., o leste da Líbia (Cirenaica) e o norte do Egito foram governados pelos gregos ptolemaicos. Mais tarde, Cirenaica e Egito romano se tornaram províncias do Império Romano.
Egito, Cirenaica e Tripolitânia (oeste da Líbia) foram conquistados pelos árabes do Califado Ortodoxo entre 639 e 644. Por vezes, a Tripolitânia foi efetivamente independente do Egito, como durante o período da dinastia Aglábidas entre 800 e 909, enquanto em outros momentos os dois países foram unidos, como sob o Califado Fatímida entre 909 e 1171 O Egito se tornou parte do Império Otomano em 1517 e Trípoli o seguiu em 1555. No entanto, ambos os países tinham uma autonomia considerável.

Egito e Líbia: Mapa da área da Batalha no Deserto Ocidental, 1941

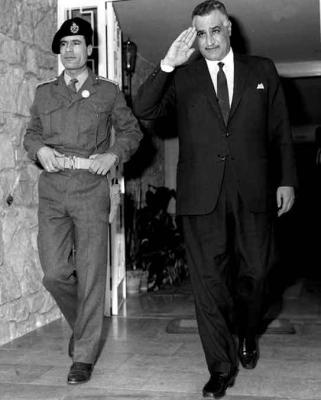
Muammar Gaddafi com Gamal Abdel Nasser, 1969

A partir de 1882, o Egito foi nominalmente independente, mas efetivamente sob o controle da Grã-Bretanha, enquanto a Itália invadiu e ocupou a Líbia em 1912. A fronteira entre a Líbia e o Egito foi cenário de batalhas entre os britânicos e as forças aliadas alemãs e italianas durante a Segunda Guerra Mundial, que culminou na Segunda Batalha de El Alamein, em outubro-novembro 1942, o que finalmente eliminou a ameaça para os britânicos no Egito e levou à expulsão da Itália da Líbia.
A Líbia declarou sua independência como o Reino da Líbia em dezembro de 1951 sob o reinado de Idris I. Em 1969, um jovem oficial chamado Muammar Gaddafi liderou um golpe de Estado que derrubou a monarquia do Rei Idris. A partir de então, Gaddafi governou a Líbia por 42 anos até que a Guerra Civil Líbia levou à sua morte e à derrubada do seu governo.
O Egito conquistou a independência após a Revolução Egípcia de 1952. O líder deste movimento, Gamal Abdel Nasser, tornou-se o segundo presidente da República do Egito em 1956, mantendo o poder até sua morte em 1970. Anwar Sadat sucedeu Nasser, e após o seu assassinato, em 1981, foi sucedido como quarto presidente por Hosni Mubarak, que permaneceu no poder até a Revolução Egípcia de 2011.

## Elementos do relacionamento

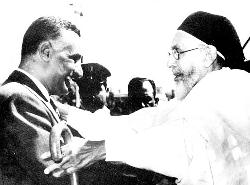
O presidente egípcio Gamal Abdel Nasser com o rei Idris I da Líbia.

O Egito tem uma população grande e crescente estimada em 83 milhões em julho de 2009, mas dispõe de recursos limitados. Com uma população muito menor - 6,3 milhões em 2009 - a Líbia é rica em petróleo e gás natural.
Nasser seguiu uma política de não-alinhamento durante a Guerra Fria e aceitou a ajuda da URSS, nomeadamente com o projeto da Represa de Assuã. No entanto, após a Guerra do Yom Kippur de 1973, o Egito adotou uma postura pró-ocidental em troca da devolução do Sinai, com seus campos de petróleo, e por injeções maciças de ajuda.
Gaddafi seguiu uma política mais radical, incluindo suporte para o pan-arabismo. Em 1972, ele propôs uma Federação das Repúblicas Árabes consistindo na Líbia, Egito e Síria, discretamente abandonada em 1977. Gaddafi prestou uma valiosa assistência para as nações africanas pós-coloniais emergentes, mas também apoiou ataques terroristas nos países ocidentais e Israel. O perigo iminente das políticas anti-ocidentais e o apoio ao terrorismo de Gaddafi conduziu ao bombardeio da Líbia por forças dos Estados Unidos em 1986. Após o envolvimento da Líbia na queda do voo 103 da Pan Am em Lockerbie, na Escócia, e quando se tornou evidente que a Líbia estava tentando adquirir tecnologia nuclear, a Europa e os Estados Unidos impuseram sanções cada vez mais apertadas.
Isolado e vulnerável após a derrubada de Saddam Hussein pelas forças estadunidenses em 2003, Gaddafi executou uma reviravolta, renunciando apoio ao terrorismo e ao uso de armas de destruição em massa. A partir de então, as relações entre o Egito e a Líbia tornaram-se mais abertas e existiu uma crescente cooperação política e econômica.

## Cooperação e conflito militar

Guerra do Yom Kippur de 1973. Após o cessar-fogo, Israel perdeu território a leste do Canal de Suez (vermelho), mas ganhou território a oeste do canal (marrom)

### Guerra de Outubro de 1973 com Israel
Depois que Kadafi tomou o poder em 1969, ele rapidamente começou a usar os rendimentos do petróleo para construir as forças armadas líbias, na compra de jatos Mirage III e outros equipamentos da França. Muitos dos combatentes foram discretamente transferidos para o Egito, onde os pilotos egípcios estavam a treinar em preparação para um novo ataque contra Israel para recuperar territórios perdidos em 1967 na Guerra dos Seis Dias. O ataque egípcio com o apoio de uma brigada blindada e dois esquadrões de caças Mirage III da Líbia (um esquadrão pilotado pelos egípcios) foi empreendido em 6 de outubro de 1973. No entanto, apesar do êxito inicial os israelenses rapidamente mudaram da defesa para o ataque, e depois de três semanas um cessar-fogo foi acordado. Nas negociações posteriores para alcançar um acordo duradouro com Israel e para recuperar o Sinai, o Egito sob Sadat moveu-se decisivamente para do lado ocidental na Guerra Fria, uma mudança de política que foi vista como uma traição por muitos países árabes, incluindo a Líbia.

### Deterioração das relações: 1973-1977
Após a Guerra de Outubro, Sadat inaugurou uma política de acomodação com o governo israelense, o que incluiu ir à conferência de paz convocada em Genebra, em dezembro de 1973, juntamente com representantes dos Estados Unidos e da União Soviética. A resposta da Líbia para a conferência de Genebra foi negativa, encarando-a como contra-produtiva para a unidade árabe.

### Guerra entre Líbia e Egito em 1977
Após ascensão das tensões diplomáticas em junho de 1977, Muammar Gaddafi ordenou que os 225 mil egípcios na Líbia abandonassem o país. Ele acusou o Egito de planejar tomar os campos de petróleo da Líbia. Em julho de 1977, várias batalhas ocorreram na fronteira, e aeronaves líbias foram destruídas por um ataque egípcio. Depois de quatro dias de combates com pesadas perdas para ambos os lados, os dois países concordaram com um cessar-fogo, a pedido do presidente da Argélia  Embora a Líbia reivindicasse "vitória", a perda dos trabalhadores egípcios foi prejudicial para a economia líbia.

## Contatos oficiais
Depois da guerra de 1977, as relações se mostravam hostis por mais de uma década. Ainda em novembro de 1988, a Líbia afirmou que não retomaria as relações diplomáticas com o Egito, enquanto os egípcios tivessem relações com Israel. No entanto, em outubro de 1989, Gaddafi visitou o Egito pela primeira vez em 16 anos. Em março de 1990, Hosni Mubarak e o presidente Hafez al-Assad da Síria se reuniram com Muammar Gaddafi na Líbia. Até o final de 1990, as relações entre a Líbia e o Egito foram excelentes.  Em março de 1991, as autoridades egípcias pediram ao governo dos Estados Unidos para que revissem a sua política de linha dura em relação à Líbia. Em novembro de 1991, durante uma visita ao Egito para conversações com o presidente Hosni Mubarak, Gaddafi negou as acusações de que seu país estava envolvido no atentado ao Pan Am Flight 103 de 1988.
As diferenças políticas revigoraram entre a Líbia e o Egito em 1995. Gaddafi criticou os esforços do Egito para promover as relações econômicas entre Israel e seus vizinhos árabes, e afirmou que o Egito não estava fazendo o suficiente para apoiar a remoção das sanções contra a Líbia. No segundo semestre de 1995, a Líbia novamente expulsou os trabalhadores egípcios, e também começou a expulsar 30 mil trabalhadores palestinos em retaliação à OLP ter feito as pazes com Israel.
Apesar dessas tensões e a pressão dos Estados Unidos para isolar ainda mais a Líbia, o Egito manteve contato. Em julho de 1998, Mubarak voou para a Líbia para se reunir com Muammar Gaddafi, que estava se recuperando de uma operação no quadril. Em julho de 2000, tanto a Líbia como o Egito concordaram em trabalhar com o Carter Center de Atlanta para ajudar na mediação entre o Sudão e o Uganda sobre acusações acerca do apoio a movimentos rebeldes nesses países.
A disputa irrompeu em janeiro de 2004 durante críticas da imprensa egípcia pela recusa da Líbia de parar os esforços para desenvolver armas de destruição em massa, levando a restrições de viagens entre os países. A contenda foi de curta duração, e depois de reuniões de alto nível diplomático, as relações rapidamente voltaram ao normal e as restrições foram suspensas. Tanto o Egito como a Líbia beneficiaram 350 mil egípcios que trabalham na Líbia.
Em uma reunião de agosto de 2005, em Sirte, na Líbia, Hosni Mubarak e Abdelaziz Bouteflika da Argélia proclamaram as excelentes relações entre os dois países e com a Líbia. Em maio de 2006, durante uma visita a Trípoli pelo presidente do Sudão, Omar al-Bashir, a Líbia propôs uma união tripartite da Líbia, Sudão e Egito. O sudanês prometeu dar seu respectivo ponto de vista, depois de estudar o projeto de Constituição apresentado pela Líbia. Em outubro de 2006, os ministros das Relações Exteriores do Egito e da Líbia se reunião no Cairo deram o seu apoio ao governo sudanês sobre sua disputa com a Organização das Nações Unidas sobre as forças de manutenção de paz em Darfur. Em janeiro de 2007, os líderes da Argélia, Egito, Líbia, Sudão e Tunísia se reuniram na Líbia para discutir sobre questões árabes e africanas.
Ainda existem diferenças entre os dois países sobre o conflito Israel-Palestina. Em dezembro de 2008, o Egito impediu um avião líbio transportando ajuda para Gaza de pousar no Aeroporto Internacional de El Arish, no Egito.